# Reabivka, Trosteaneț
Reabivka (în ucraineană Рябівка) este un sat în comuna Dernove din raionul Trosteaneț, regiunea Sumî, Ucraina.

## Demografie
Componența lingvistică a localității Reabivka
     Ucraineană (65%)
     Rusă (35%)
Conform recensământului din 2001, majoritatea populației localității Reabivka era vorbitoare de ucraineană (65%), existând în minoritate și vorbitori de rusă (35%).